# Les Zinzins de l’espace
Les Zinzins de l’espace (ang. Space Goofs) – serial produkcji francuskiej, emitowany przez France 3 oraz Gulli. Twórcami są Jean-Yves Raimbaud i Philippe Traversat.
Na podstawie serialu powstała gra komputerowa studia Ubisoft – Głupki z kosmosu (ang. Stupid Invaders). Gra posiada polską wersję językową i została wydana przez Licomp Empik Multimedia.